# Jaanam Samjha Karo
Pour plus de détails, voir Fiche technique et Distribution.
Jaanam Samjha Karo est un film indien réalisé par Andaleeb Sultanpuri sorti le 2 avril 1999, il donne la vedette à Salman Khan et Urmila Matondkar.

## Synopsis
Chandni, jeune chanteuse et danseuse dans une boîte de nuit pour subvenir aux besoins de sa famille, vit avec ses trois tantes.
Une nuit, elle rencontre Rahul, un riche coureur de jupons dont elle tombe amoureuse alors que lui ne pense qu'à l'ajouter à la longue liste de ses conquêtes.

## Fiche technique
- Titre : Jaanam Samjha Karo
- Réalisateur : Andaleeb Sultanpuri
- Scénario : Rajkumar Santoshi
- Musique : Anu Malik
- Paroles : Majrooh Sultanpuri
- Effet visuel : Sanjay Naik
- Directeur de la photographie : Santosh Sivan
- Production : Bubby Kent
- Langue : hindi
- Pays d'origine : Inde
- Format : Couleurs
- Genre : comédie romantique,
- Durée : 148 minutes
- Dates de sortie en salles : 2 avril 1999 (Inde)

## Distribution
Distribution établie d'après IMBd.
- Salman Khan : Rahul
- Urmila Matondkar : Chandni
- Jaspal Bhatti : secrétaire de Rahul
- Shakti Kapoor : Harry
- Sadashiv Amrapurkar : Daniel, propriétaire de la boite de nuit
- Monica Bedi : Monica
- Bindu : une des tantes de Chandni
- Shammi Kapoor : Père de Rahul

## Réception

### Réception critique
Jaanam Samjha Karo est fraîchement accueilli par les critiques qui déplorent le manque d'originalité du scénario, la faiblesse de la réalisation et la médiocrité de la musique. Ils apprécient cependant l'interprétation d'Urmila Matondkar et surtout la touche comique apportée par Jaspal Bhatti. La qualité de la photographie de Santosh Sivan est également soulignée.

### Box-office
Jaanam Samjha Karo a une très bonne ouverture à la billetterie avec des recettes qui s'élèvent à 82 500 000  roupies lors du premier weekend, néanmoins les chiffres s'effondrent rapidement et il ne récolte que 137 500 000 roupies. Le film est ainsi qualifié de « flop ».
Néanmoins le succès de la bande sonore va relancer les recettes du film et il finit par engranger plus de 480 080 000 de roupies indiennes.